# Enoch L. Johnson
Enoch Lewis "Nucky" Johnson (20 de enero de 1883 - 9 de diciembre de 1968) fue un jefe político y criminal estadounidense de Atlantic City, Nueva Jersey. Desde los años 1910 hasta su encarcelamiento en 1941, fue el indiscutido "jefe" del clientelismo político republicano que controlaba Atlantic City y el gobierno del condado. Utilizando su posición política en su beneficio, su mandato acompañó los felices años veinte cuando Atlantic City estaba en la cima de su popularidad como refugio temporal de la prohibición de alcohol, su organización también estaba involucrada en el contrabando, el juego y la prostitución.

## Primeros años
Enoch Lewis Johnson nació en el año 1883 en Galloway Township, Nueva Jersey, hijo de Smith E. Johnson y Virginia Higbee Johnson. Su sobrenombre, "Nucky", derivó de su nombre de pila, Enoch.
En 1886, su padre, Smith E. Johnson (1853–1917), fue elegido sheriff del Condado de Atlantic por un periodo de tres años, y la familia se mudó a Mays Landing, la capital del condado. Smith Johnson pasó las siguientes dos décadas alternando como sheriff y sub-sheriff. Mientras no era el sheriff vivía en Atlantic City y se transladaba a Mays Landing en sus periodos como sheriff. El hermano de Enoch también fue sheriff.
Smith Johnson fue, junto con el secretario del condado Lewis P. Scott (1854–1907) y el congresista John J. Gardner, miembro del grupo de tres que dominaba los gobiernos de Atlantic City y del Condado antes de la llegada al poder de Louis Kuehnle.

## Atlantic City durante la ley seca
Fue durante la Prohibición, que comenzó en 1919 y duró hasta 1933, cuando el poder de Johnson llegó a su punto más alto. La ley seca fue incumplida efectivamente en Atlantic City y como resultado, la popularidad de la ciudad creció. La ciudad entonces se promocionó como "El patio de recreo del mundo" (The World's Playground). La mayoría de los ingresos de Johnson provenían del porcentaje que ganaba de cada litro de alcohol ilegal vendido, y de otras operaciones realizadas en Atlantic City como el juego y la prostitución. Johnson declaró una vez: 

"Tenemos whisky, vino, mujeres, música y tragaperras. No lo voy a negar y no me voy a disculpar por eso. Si la mayoría de la gente no las quisiese no producirían ganancias y no existirían. El hecho de que existan prueba que la gente las quiere."

Según investigadores, los ingresos de Johnson excedían los 500.000 dólares al año. Se trasladaba en una limusina azul pastel de 14.000 dólares conducida por un chofer, y usaba prendas costosas, incluyendo un abrigo de piel de mapache de 1.200 dólares. Su marca personal era una un clavel rojo, siempre fresco, que utilizaba en la solapa. En la cúspide de su poder, Johnson vivía en una suite en el octavo piso del Ritz-Carlton Hotel, ubicado en el paseo marítimo. El Ritz, abierto en 1921, fue donde Johnson solía ofrecer sus lujosas fiestas. Era conocido como «el zar del Ritz» o como «el prisionero del Ritz». Ayudaba libremente a aquellos que lo necesitaban y era ampliamente querido por los ciudadanos locales, entre los cuales su benevolencia y generosidad era legendaria. Johnson explicó una vez: "cuando yo vivía bien, todos vivían bien".

## Televisión
En septiembre de 2010 se estrenó una nueva serie de televisión de HBO titulada Boardwalk Empire que se basa en la vida de "Nucky" Johnson al comienzo de la ley seca en Atlantic City. La serie es producida por Martin Scorsese y Mark Wahlberg, y es protagonizada por Steve Buscemi en el papel de Nucky Thompson, una versión ficticia de Johnson. El creador Terence Winter prefirió realizar una versión ficiticia de Johnson para darle a los guionistas más libertad creativa y mantener el suspenso. La serie está basada en el libro Boardwalk Empire: The Birth, High Times, and Corruption of Atlantic City, escrito por el juez de Nueva Jersey, Nelson Johnson.